# Chi Draconis
Chi Draconis (χ Dra) è un sistema stellare doppio posto alla distanza di 26,3 anni luce dal Sistema solare, nella parte settentrionale della costellazione del Dragone.
A scoprire che si trattava di un sistema binario fu, nel 1898, William Wright, che poco dopo effettuò anche un primo calcolo dell'orbita delle due stelle.  Successive correzioni portarono a concludere che le due stelle si trovano ad una distanza media di una unità astronomica scarsa l'una dall'altra, lungo un'orbita piuttosto eccentrica.

## Chi Draconis A
La componente principale del sistema è una stella della sequenza principale, di classe spettrale F7-V. Essa possiede praticamente la stessa massa (103%) del Sole, 1,2 volte il suo diametro ma ben 1,86 volte la sua luminosità, e solo il 47% della sua metallicità.

## Chi Draconis B
La componente minore è anch'essa una stella della sequenza principale, di classe spettrale K0-V, con il 75% della massa del Sole, l'80% del suo diametro e il 30% della sua luminosità.
La vicinanza tra le due stelle dovrebbe impedire la formazione di pianeti atti ad ospitare forme di vita.